# Château de Faicchio
Le château de Faicchio est un château médiéval d'origine normande situé dans le centre historique de la ville de Faicchio, province de Bénévent en Campanie.

## Historique
Le château a été construit au XIIe siècle à la demande des comtes de Sanframondo dans une position stratégique au-dessus de la rivière Titerno. De 1479 à 1520, elle appartint à la famille Monsorio.
Entre les XVe et XVIe siècles, les Monsorio soumirent le bâtiment à une importante rénovation qui lui donna son aspect actuel. Ils ont restauré le bâtiment en s'inspirant du Castel Nuovo de Naples, comme en témoignent le plan, la façade principale et la disposition de la cour intérieure.

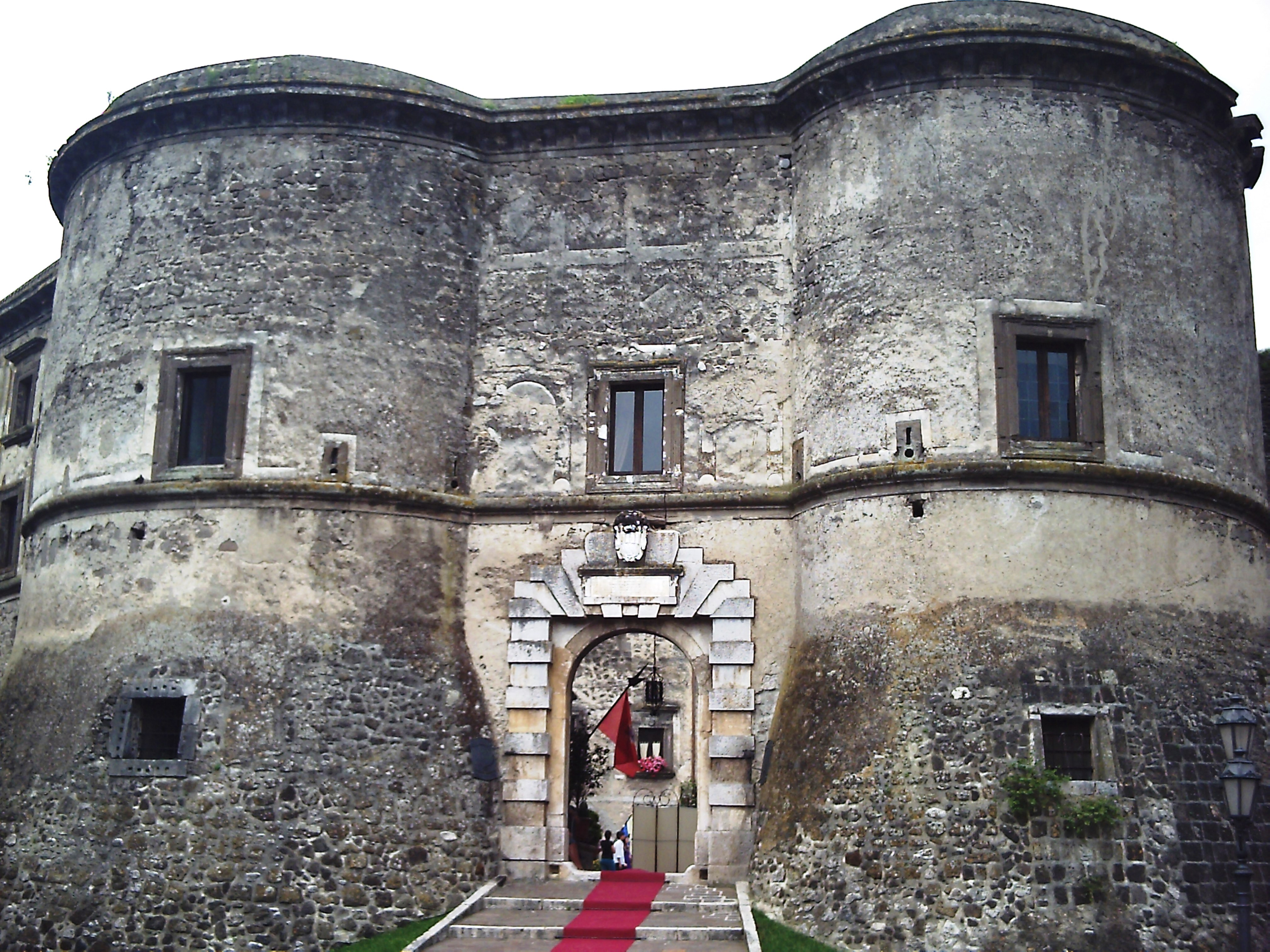

En 1612, il devint la propriété du noble napolitain Gabriele De Martino, duc de Faicchio, qui restaura à nouveau le château, le transformant en une demeure confortable, tout en conservant certaines fonctions défensives. Depuis lors, le château fut appelé « ducal » en l'honneur du duc de Martino.
Le tremblement de terre du 5 juin 1688 causa peu de dégâts à la structure puisque dans les mois suivants, elle accueillit l'évêque de Cerreto Sannita Giovanni Battista de Bellis. Ce dernier, dès que les deux premières pièces de l'évêché de Cerreto furent achevées, alla immédiatement y vivre, car sa présence dans le château était à peine tolérée par le seigneur féodal local. 
Au XVIIIe siècle, la chapelle palatine fut restaurée et le clocher surélevé. À la fin de ce siècle, le dernier duc à y résider fut Salvatore De Martino qui, n'ayant pas d'enfants mâles, accorda la succession au titre à la famille Zona-Sanniti de Pietramelara, qui ne vint jamais vivre dans le château. À la suite de l'abolition de la féodalité en 1806, le château tomba à l’abandon.
Dans les années 1930, Orazio Rapuano, le maire de l'époque, tenta d'acheter un tiers du château pour y installer certains bureaux municipaux, mais sans succès étant donné le manque de fonds, en 1936, Orazio Rapuano exhorta à nouveau les autorités compétentes à procéder à la récupération du château ou même le démolir pour élargir la Piazza Roma, mais faute de fonds, tout reste tel qu'il était. Au fil des années, le château est resté dans un état d'abandon, à tel point qu'un bar a été ouvert dans la tour droite de la façade principale et que quelques constructions non autorisées ont été construites à l'intérieur de la cour.
Dans les années 1960, il fut récupéré et restauré par la famille Fragola, qui le rouvrit au public le 30 juin 1966. De 1973 à 1977, le château a accueilli l'« Université libre d'études touristiques ». En 2000, il a été acheté par un groupe d'entrepreneurs locaux et abrite actuellement un hôtel-restaurant.

## Description
Le château a un plan trapézoïdal avec trois des quatre tours cylindriques d'origine aux angles, dont l'une (celle qui regardait vers la collégiale de Santa Maria Assunta) s'est effondrée au cours des derniers siècles, probablement à cause de l'un des nombreux tremblements de terre survenus dans la région.

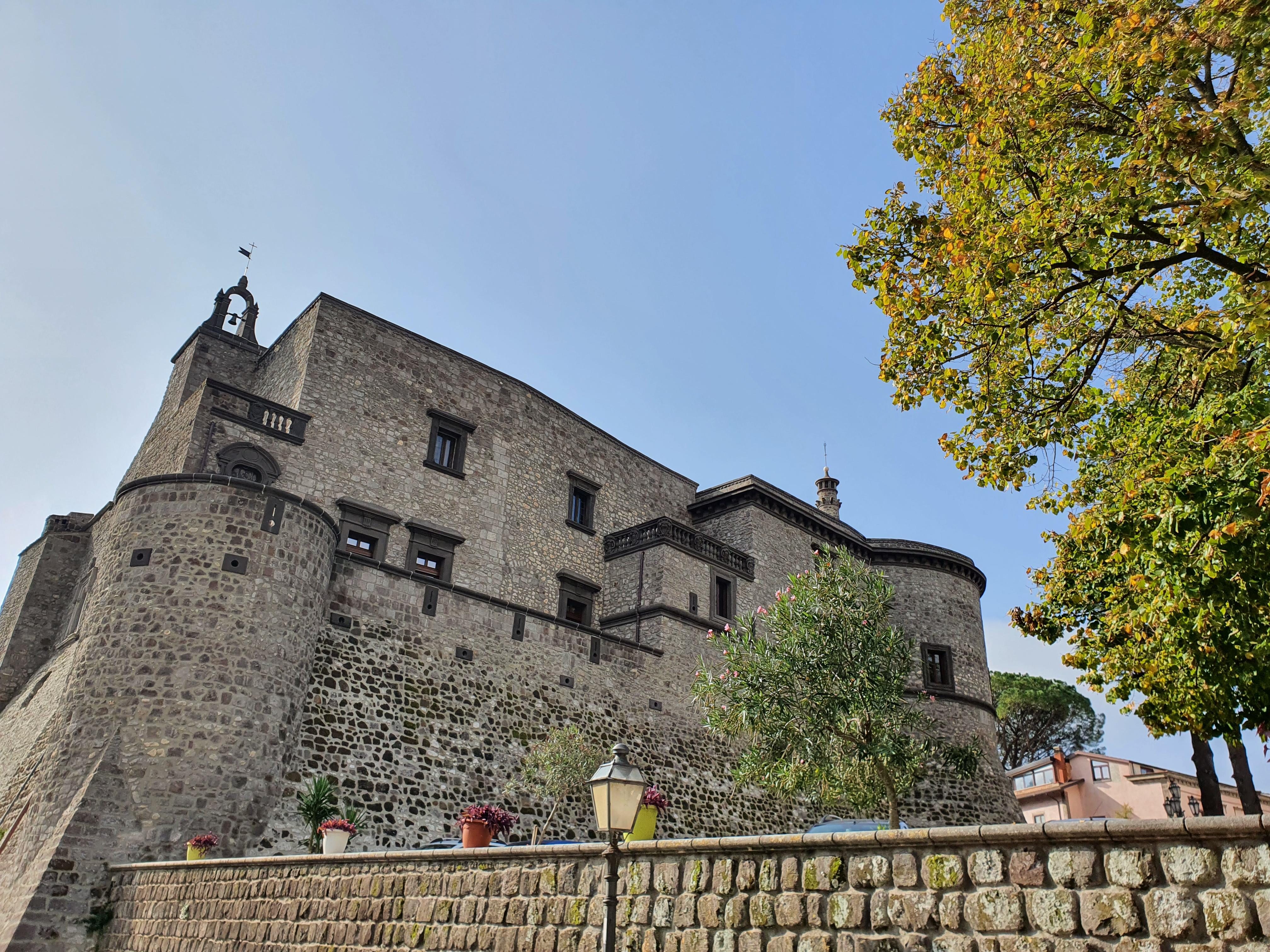
La vue sur la place.

Deux des trois tours survivantes encadrent l'entrée, constituée d'un grand portail du XVIIe siècle avec les armoiries de la famille De Martino. Le portail était à l'origine surmonté d'une loggia à trois ouvertures. Le château était entouré de douves et était accessible en traversant un pont-levis comme on peut le comprendre grâce à deux cavités situées au-dessus du portail permettant aux chaînes de fer de  monter ou descendre le pont-levis. La cour intérieure, ainsi que la façade principale, rappellent le Castel Nuovo de Naples, avec le long portique en tuf gris à droite et l'escalier extérieur qui menait à l'étage principal à gauche.

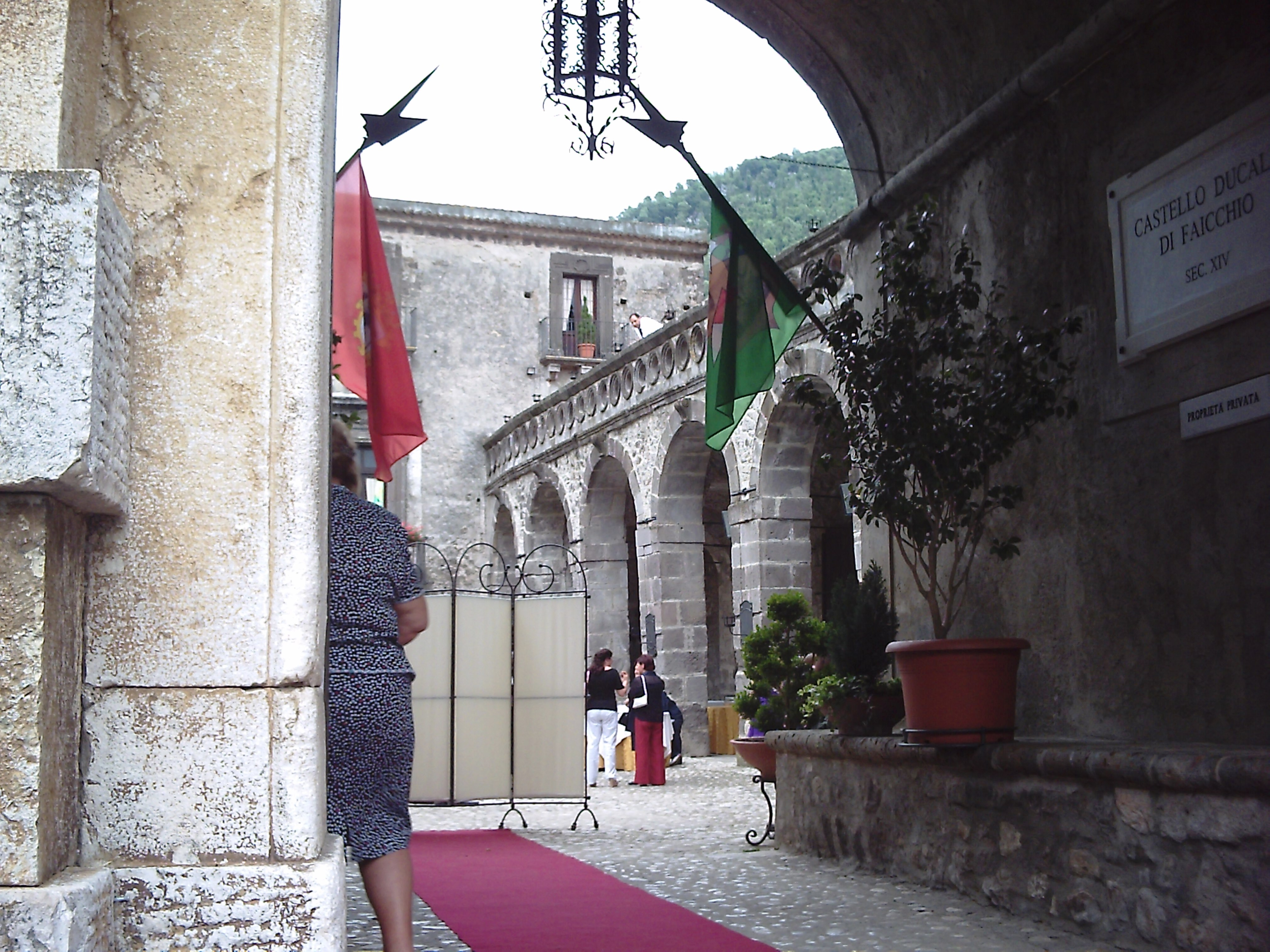
La cour intérieure.

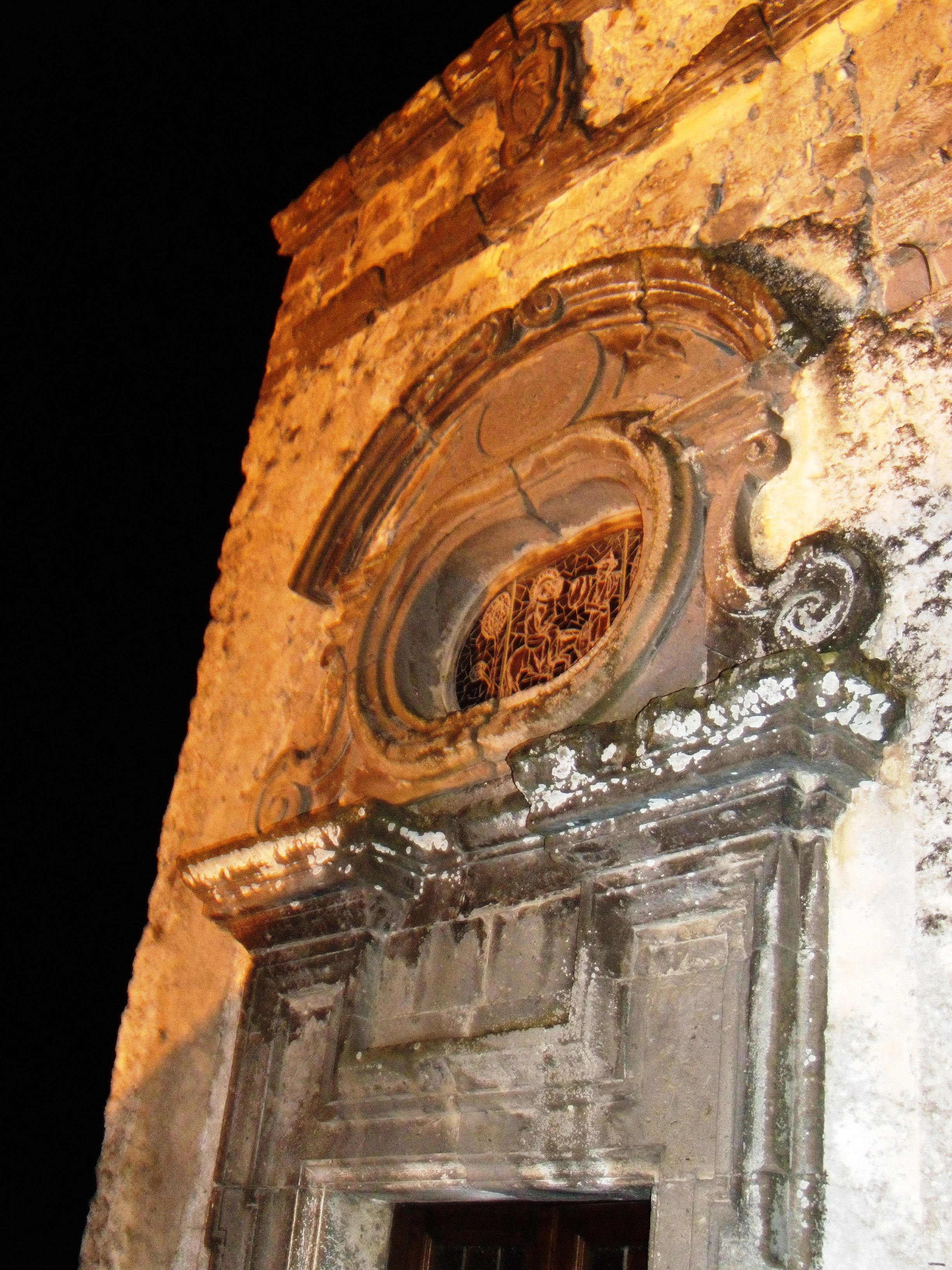
Détail de la façade de la chapelle palatine.

Depuis la cour, on accède aux salles souterraines, très étendues, mais en grande partie impraticables. Au rez-de-chaussée se trouve la prison dans laquelle, encore aujourd'hui, dans le plâtre, on peut voir les écrits gravés par les détenus. La façade sur la Piazza Roma présente deux terrasses : celle du bas correspond aux pièces de réception tandis que celle du haut coïncide avec les appartements privés. Les armoiries de la famille De Martino sont placées sur le parapet de la terrasse supérieure, imprimées sur du tuf gris, un matériau largement utilisé lors des travaux de restauration commandés par le duc Gabriele De Martino en 1612. La troisième tour cylindrique est incluse dans la terrasse inférieure. 
L'entrée de la chapelle Palatine donne sur la même terrasse, dominée par un clocher ajouté au XVIIIe siècle. Dans la chapelle Palatine se trouve une riche décoration de stucs baroques qui encadrait un tableau perdu. Selon la tradition populaire, dans la chapelle se trouvait un tableau représentant Sainte Barbe qu'on faisait embrasser par les condamnés après les cérémonies religieuses. Ces personnes, s'approchant du tableau pour l'embrasser, posèrent sans le savoir leurs pieds sur une trappe qui, s'ouvrant brusquement, les faisait tomber dans les cachots du château. La trappe qui, selon la tradition, servait à ce « piège » se trouve encore aujourd'hui dans le sol de la chapelle. 
Les intérieurs du château ont été meublés d'antiquités et d'objets. En particulier, dans certaines pièces au-dessus du portail d'entrée, sont conservés des peintures d'époque, des instruments de musique anciens et une crèche du XVIIIe siècle. Dans l'une de ces salles, des traces de fresques murales sont encore visibles. Dans d'autres salles, on trouve des pièces d'artillerie, des armes à feu et des armures d'époque.